# Agonis flexuosa

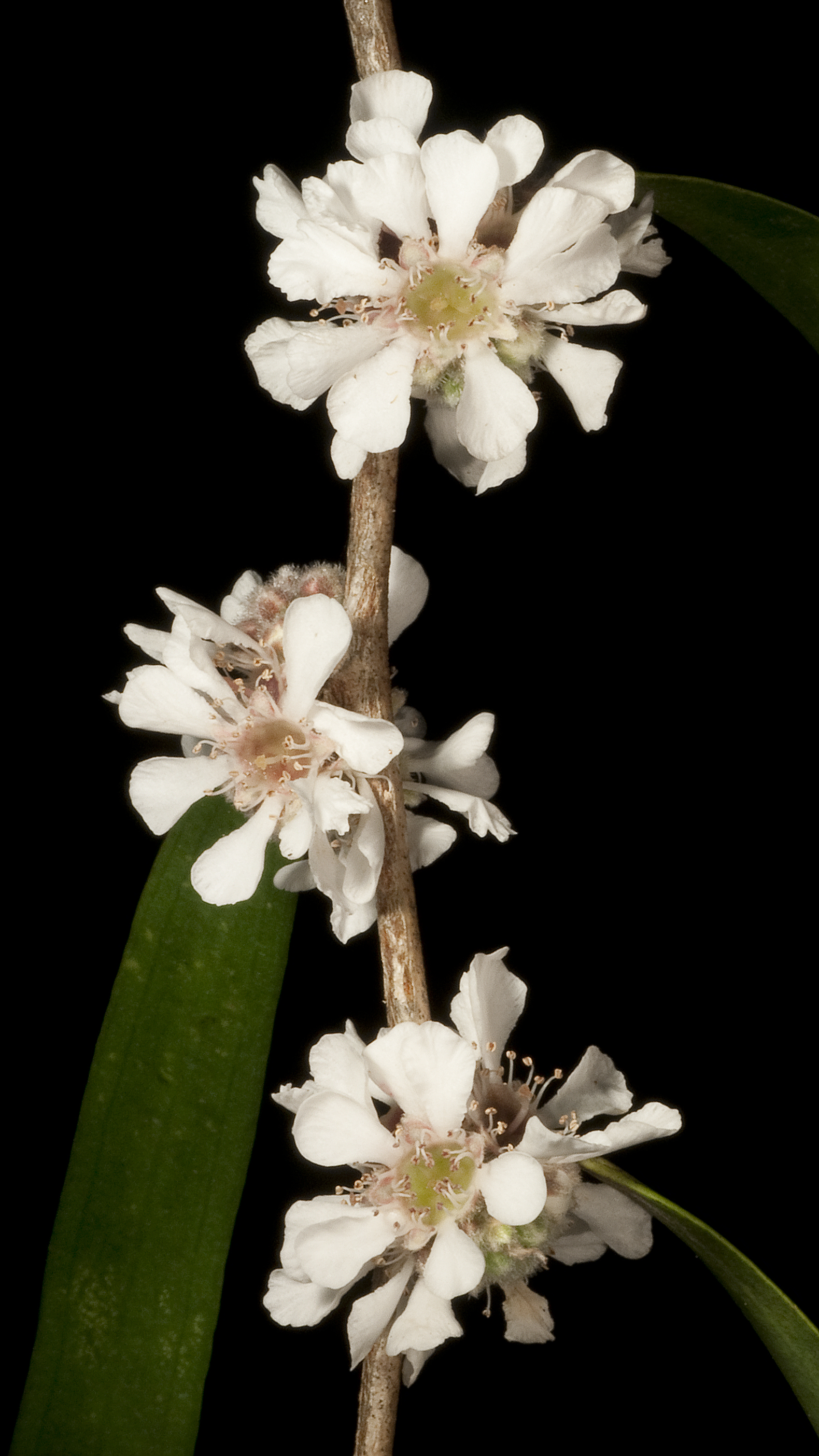
Blüten

Agonis flexuosa oder die Weidenmyrte, der Pfefferminzbaum, ist eine Pflanzenart in der Familie der Myrtengewächse aus dem westlichen und südlichen Australien.

## Beschreibung
Agonis flexuosa wächst als immergrüner, kleinere Strauch oder als, öfters mehrstämmiger, Baum mit hängenden Zweigen bis über 10 Meter hoch. Der kurze Stamm erreicht über 1 Meter und ist im Alter oft geriffelt und verdreht. Die braune, grobe, rissig-furchige Borke ist faserig und teils in Streifen abblätternd.
Die älteren, einfachen, hängenden Laubblätter sind wechselständig und kurz gestielt. Sie sind bis zu 12–14 Zentimeter lang, ganzrandig, schmal eilanzettlich bis lanzettlich und spitz. Die zerdrückten, ölzellenbesetzten Blätter riechen nach Pfefferminze.
Die achselständigen Blütenstände sind dichte Knäuel mit einigen Blüten. Die kleinen, weißen, zwittrigen, fünfzähligen Blüten mit doppelter Blütenhülle sind sitzend und jeweils von Deckblättern begleitet. Die kleinen Kelchzipfel sind weich behaart, wie auch der kleine Blütenbecher. Die ausladenden Kronblätter sind kurz genagelt. Es sind bis zu 25 sehr kurze, feine Staubblätter vorhanden. Der dreikammerige Fruchtknoten ist unterständig mit kurzem Griffel. Es ist ein Diskus vorhanden.
Es werden kleine, holzige und vielsamige Kapselfrüchte mit drei Klappen an der Spitze gebildet. Die kleinen Samen sind kurz geflügelt.

## Verwendung
Das schöne, schwere Holz, Edelholz, ist begehrt, da es schön gemasert ist, es ist violett-rosa bis rötlich. Vor allem das schöne Maserholz ist gesucht.